# Бинагади
Бинагади́ (или Бинагады; азерб. Binəqədi) — посёлок городского типа в административном подчинении Бинагадинского района города Баку, Азербайджан. Посёлок расположен в 7 км от железнодорожной станции Баладжары.

## История
Деревня в административном подчинении относилась в Бакинскому уезду Бакинской губернии. Статус посёлка городского типа получила в 1936 году. Входил в Кировский район города Баку.
В советское время здесь были построены машиностроительный, механический, сталелитейный, железобетонных изделий, лесопильный заводы.

## Население
По данным Энциклопедического словаря Брокгауза и Ефрона, издававшегося в конце XIX — начале XX веков, в Бинагади насчитывалось 156 дворов, жителей 670 обоих полов, состоявшие исключительно из азербайджанцев-шиитов, указанных в ЭСБЭ как татары.
По статистическим данным 1893 года, этнический состав Бинагади составляли таты.
Динамика численности населения Бинагади по данным советских переписей
| 1959   | 1970   | 1979   | 1989   |
| ------ | ------ | ------ | ------ |
| 10,958 | 12,611 | 14,835 | 13,796 |

## Памятник природы
Рядом находится Бинагадинское кировое озеро, где в 1920-е годы было обнаружено «Кладбище четвертичной фауны».